# Dulce (Nouveau-Mexique)
Dulce est une ville de l'État américain du Nouveau-Mexique, située dans le comté de Rio Arriba. Selon le recensement de 2010, sa population est de 2 743 habitants.